# Henry Grey, 1. vévoda z Kentu
Henry Grey, 1. vévoda z Kentu (Henry Grey, 1st Duke of Kent, 12th Earl of Kent, 1st Marquess of Grey, 1st Earl of Harold, 1st Viscount Goodrich, 2nd Baron Lucas of Crudwell) (1664/1671 – 5. června 1740) byl anglický politik a dvořan ze starobylého rodu Greyů. Za královny Anny a po nástupu hannoverské dynastie zastával přední dvorské úřady nejvyššího komořího a nejvyššího hofmistra. Jako druhý z rodiny Greyů získal titul vévody, který však zanikl jeho úmrtím, byl též rytířem Podvazkového řádu.

## Kariéra
Pocházel z rodové linie Greyů, která od 15. století užívala titul hrabat z Kentu. Narodil se jako jediný syn Anthonyho Greye, 11. hraběte z Kentu (1645-1702), a jeho manželky Mary Lucas, po níž zdědil titul barona Lucase z Crudwellu (1700). Do Sněmovny lordů vstoupil v roce 1700 s titulem barona Lucase, titul hraběte z Kentu zdědil v roce 1702. Neměl politické ambice ani zvláštní osobnostní předpoklady, ale díky rodinným konexím a jménu Grey se za vlády královny Anny stal jednou z předních osobností. V letech 1704-1714 byl lordem nejvyšším komořím, od roku 1704 zároveň zasedal v Tajné radě. Zastával také místodržitelské úřady v několika hrabstvích (Herefordshire 1704-1715, Bedfordshire 1711-1740, Buckinghamshire 1711-1712). V roce 1706 získal titul markýze a nakonec byl povýšen na vévodu (1710), v roce 1712 obdržel Podvazkový řád. Po smrti královny Anny musel sice opustit post nejvyššího komořího, ale zůstal královským komorníkem Jiřího I. a nedlouho poté se stal nejvyšším hofmistrem (1716-1718). Nakonec byl krátce lordem strážcem tajné pečeti (1719-1720). V době nepřítomnosti krále v Anglii byl v letech 1714 a 1719 členem místodržitelského sboru. Po roce 1720 žil v soukromí.

## Rodina a majetek
Jeho první manželkou byla Jemima Crewe (1675-1728), díky níž byl spřízněn s tehdy vlivným rodem Herbertů. Krátce po ovdovění se podruhé oženil v roce 1729 se Sophií Bentinck (1701-1748), dcerou vlivného dvořana 1. hraběte z Portlandu. Z obou manželství pocházelo celkem osm dětí, z toho byli čtyři synové, všichni ale zemřeli předčasně. Nejstarší syn Anthony Grey, hrabě Harold (1695-1723), vstoupil jako baron Lucas do Sněmovny lordů a byl také královským komořím. Nejmladší syn z druhého manželství George Grey, hrabě Harold (1732-1733) zemřel ve věku necelých šesti měsíců.
Henryho úmrtím zanikl titul vévody i hraběte z Kentu, baronát Lucas of Crudwell mohl ale přecházet na ženské potomstvo. Prostřednictvím Henryho dcery Amabel (1694-1727), provdané za 3. hraběte z Breadalbane (1696-1762), přešel později na rodinu Robinsonů, která též přijala jméno Grey (Thomas de Grey, 2. hrabě de Grey). Titul vévodů z Kentu byl později udělován výhradně již jen v královské rodině.
Sídlem hrabat z Kentu bylo panství Wrest Park v hrabství Bedford, zdejší zámek v současné podobě ale pochází až z doby nástupnických rodů. V 19. století byla ve zdejším zámeckém parku postavena hrobka The Grey Mausoleum, kde je pohřbena řada členů rodu od 16. století.